# حمام لائین کهنه
حمام لائین کهنه مربوط به سده‌های متأخر اسلامی است و در شهرستان کلات، روستای لائین کهنه واقع شده و این اثر در تاریخ ۲۴ خرداد ۱۳۹۰ با شمارهٔ ثبت ۳۰۲۸۸ به‌عنوان یکی از آثار ملی ایران به ثبت رسیده است.